# اوسوالدو والوسو د باروس
اوسوالدو والوسو د باروس (انگلیسی: Osvaldo Velloso de Barros؛ ۲۵ اوت ۱۹۰۸ – ۸ اوت ۱۹۹۶) یک بازیکن فوتبال اهل برزیل بود.
وی همچنین در تیم ملی فوتبال برزیل بازی کرده‌است.